# Myceloderma cuticulare
Myceloderma cuticulare är en svampart som beskrevs av Ducomet 1907. Myceloderma cuticulare ingår i släktet Myceloderma, divisionen sporsäcksvampar och riket svampar.   Inga underarter finns listade i Catalogue of Life.